# روبرت باركر (موزع)
روبرت باركر (بالإنجليزية: Robert Parker)‏ هو موزع نيوزيلندي، ولد في 9 يناير 1847، وتوفي في 20 فبراير 1937.